# 金井成大
金井 成大（かない そんで、1990年5月7日 - ）は、日本の俳優、モデル。
岩手県盛岡市出身。C.I.A.の元メンバー。以前はキューブに所属していた。

## 略歴
2010年11月に上演された舞台押忍!!ふんどし部!、不良2役にて舞台初出演。
2011年7月、テレビドラマ花ざかりの君たちへ〜イケメン☆パラダイス〜2011に帯解和希役でレギュラー出演。
2013年2月、熱血ミュージカル押忍!!ふんどし部!再々演では羽鳥次男役を演じる。初演では不良2を演じたため、同作品のドラマの顔合わせ数日前に羽鳥次男を演じる事を聞かされ、驚いたと雑誌のインタビューで話している。
2013年5月9日にオフィシャルブログ『駄文』が開設。
2014年6月、単行本を題材に乙女ゲーム化などされているBROTHERS CONFLICTの舞台版BROTHERS CONFLICT ―BROTHERS ON STAGE!―に、朝日奈梓役で出演。。
2014年12月に出演を予定していたcube presents PRINCE LIVE〜2014 Xmas〜を怪我により降板した。
2015年12月、株式会社サンクドゥアンと業務提携を開始。以後、モデルとして活動の幅を広げる。
2021年、SonD（そんで）名義でYouTubeチャンネルを開設。12月24日、オリジナル楽曲「OkamoTo」を投稿。同MVではSonD（そんで）自身がプロデュース、監督、編集、振付等を担当した。
2022年12月31日、所属していたキューブとの契約を終了。それに伴いC.I.A.を卒業した。

## 人物・エピソード
- 高校は盛岡第一高校を卒業し、大学は早稲田大学を卒業している[9][10]。
- 好きな科目は数学、嫌いな科目は英語[11]。
- 趣味は映画観賞で、年間300本ほど鑑賞している。好きな映画はカッコーの巣の上で、ノッティングヒルの恋人、I am Samなどを挙げている[12]。
- 目標としている役者はジャック・ニコルソン
- 学生時代はバスケットボール部に所属していたこともあり、NBAマニアである。
- 自他共に認めるほど腕が長く、身長に合ったサイズの服を購入すると袖が短いときがある[2]。
- 女性の髪型で一番好きなスタイルは、ショートカット。またはボブと答えている[13]。

## 出演

### テレビドラマ
- 美咲ナンバーワン!!（2011年1月12日 - 3月16日、日本テレビ） - 尾崎成大 役
- 花ざかりの君たちへ〜イケメン☆パラダイス〜2011（2011年7月10日 - 9月18日、フジテレビ） - 帯解和希 役
- DANCE&MUSIC 熱血学園ドラマ押忍!!ふんどし部!シーズン1（2013年4月11日 - 7月4日、tvk 他） - 羽鳥次男 役
- ラスト♡シンデレラ（2013年4月11日 - 6月20日、フジテレビ） - シンイチロウ役（6話ゲスト）
- DANCE&MUSIC 熱血学園ドラマ押忍!!ふんどし部!シーズン2 〜南海怒濤篇〜（2014年1月、tvk 他） - 羽鳥次男 役
- 眠れぬ夜の恐ろしい話（2014年1月10日、テレビ朝日）
- 夜のせんせい 第4話・第5話（2014年1月17日 - 3月21日、日本テレビ）
- HEAT（2015年7月 - 9月、関西テレビ）
- マネーの天使〜あなたのお金、取り戻します!〜 第3話（2016年1月21日、読売テレビ）
- 真夏の夜の異界への旅『鬼伝』（2017年8月5日、NHK BSプレミアム）
- 男子旅 #6〜信州〜（2017年12月15日、BS D-life）
- 警視庁ゼロ係〜生活安全課なんでも相談室〜 SEASON4 第4話（2019年8月9日、テレビ東京）
- 年下彼氏 第18話（2020年6月7日、朝日放送）
- 刑事7人 SEASON7 第4話（2021年8月11日、テレビ朝日） - 友永三郎 役
- ボクの殺意が恋をした 第10話（2021年9月12日、読売テレビ・日本テレビ） - ミズモトユウマ 役
- 最愛（2021年10月15日 - 12月17、TBS） - 長嶋透 役
- WOWOWオリジナルドラマ 薄桜鬼（2022年1月7日 - 3月11日、WOWOW） - 沖田総司 役[14]
- 私のエレガンス（2022年4月2日〈予定〉 - 、BSテレビ東京） - 楓 役[15]

### バラエティ
- 全力!脱力タイムズ （2020年8月15日、フジテレビ）

### CM
- ラウンドワンスポッチャ 「PLEASE」篇（2013年）
- 「未来都市開発」WEB CM（2017年）

### 映画
- 累 -かさね-（2018年）
- メサイア 幻夜乃刻（2018年） - 黒坂暢司 役
- パタリロ!（2019年） - タマネギ9号 役

### 舞台
- 押忍!!ふんどし部!
  - cube neXt「押忍!!ふんどし部!」（2010年11月19日 - 21日） - 不良2 役
  - cube neXt「押忍!!ふんどし部!」再々演（2013年2月6日 - 11日） - 羽鳥次男 役
  - cube neXt「続!!押忍!!ふんどし部!」（2013年9月6日 - 16日） - 羽鳥次男 役
- BROTHERS CONFLICT ―BROTHERS ON STAGE!― - 朝日奈梓 役
  - BROTHERS CONFLICT ―BROTHERS ON STAGE!―（2013年6月20日 - 29日）
  - BROTHERS CONFLICT ―BROTHERS ON STAGE!2―（2015年3月4日 - 9日）
  - BROTHERS CONFLICT ―BROTHERS ON STAGE!再演―（2015年4月8日 - 24日）
  - BROTHERS CONFLICT ―BROTHERS ON STAGE!3―THE FINAL（2016年7月6日 - 18日）
- gravity × 茉奈 佳奈 Special Live 2（2013年12月28日 - 29日）
- 「ハイキュー!!」 - 花巻貴大 役
  - ハイパープロジェクション演劇「ハイキュー!!」（2015年11月14日 - 12月13日）
  - ハイパープロジェクション演劇「ハイキュー!!」"頂の景色"（2016年4月8日 - 5月8日）
  - ハイパープロジェクション演劇「ハイキュー!!」"勝者と敗者"（2017年3月24日 - 5月7日）
  - ハイパープロジェクション演劇「ハイキュー!!」〝はじまりの巨人〞（2018年4月28日 - 6月17日） ※映像出演
  - ハイパープロジェクション演劇「ハイキュー!!」"最強の場所(チーム)"（2018年10月20日 - 12月16日）
- 「TARO」〜Shall We TARO?〜（2016年3月2日 - 6日） - 佐藤 役
- 〜宝や旅館〜「げんせんじゃ〜2016」（2016年6月1日 - 5日）
- 舞台『ハロー，イエスタデイ 再演』（2016年8月24日 - 31日） - 堅田善助 役
- キティエンターテイメント・プレゼンツ「光の光の光の愛の光の」（2016年9月28日 - 10月2日） - ジュージ 役
- 舞台「パタリロ!」 - タマネギ部隊 役
  - 舞台「パタリロ!」（2016年12月、紀伊國屋ホール）
  - 舞台「パタリロ!」★スターダスト計画★（2018年3月15日 - 4月1日）
- 「TRICK OR TRUTH」（2017年1月25日 - 29日） - 主演
- 「厨病激発ボーイ」（2017年6月8日 - 18日） - 高嶋智樹 役
- team Genius bibi 7th ACT「フクロウガスム」（2017年9月20日 - 24日） - モズ 役
- 「おおきく振りかぶって」（2018年2月2日 - 12日） - 高瀬準太 役
- 「クレスト☆シザーズ」（2018年5月10日 - 19日） - 美堂律 役
- 「ゴミノクワイ」（2018年7月4日-7月8日 ）- 桑井辰巳 役
- 「クジラの歌」（2018年8月22日-9月2日) - 主演 瀬美 役
- フォトシネマ朗読劇「最果てリストランテ」（2019年1月5日-11日）
- 「メサイア トワイライト ー黄昏の荒野ー」（2019年2月7日-3月2日） - 黒坂暢司 役
- 「アルターボーイズ」（2019年3月20日-4月7日）-MARK 役(team SPARK)
- 「アルターボーイズ スペシャル合同公演」（2019年4月12日-4月14日）- MARK 役
- PU-PU-JUICE 第26回公演「新・罪と罰」（2019年4月25日-4月29日）- 古賀直輝 役
- CONTE STAGE『CANDY HOUSE』（2019年7月19日-7月21日）
- 久馬君と石田君の演 第3回公演「生前葬(so)ng♪」（2019年8月21日-8月31日）
- ミュージカル「ハムレット」（2019年11月8日-11月18日）- レアティーズ 役
- 「青月の影、忘るる雷雲の中に」（2020年2月19日 - 2月23日）- 主演 時守 役
- Flying Trip vol.16「あいまいばかりの世界」（2020年6月24日-6月30日）- 高杉敦仁 役
- CONTE STAGE～another edition～（2020年7月10日-7月12日）
- 劇団空白ゲノム 染色体パレード｢ふれる面会｣「ひまつぶれるオペ」（DVD公演）（2020年8月1日）
- PU-PU-JUICE「モデル、劇団始めました。」（2020年10月3日-10月12日）- 三浦琉希 役
- 安達健太郎と役者が漫才とトークするLIVE（2021年3月27日）
- 「BE HAPPY｣（DVD公演）（2021年5月）[16]
- ｢#フクロウガスムの朗読劇」 in 赤坂πTOKYO（2021年8月8、8月9日ゲスト出演） 主演 - 樹洞孟 役

### 配信限定ドラマ
- モデル、劇団始めました。（2020年、YouTube「ヤマモトコウキTV」）- 三浦琉希 役

### PV
- 凛として時雨『DIE meets HARD』

（2017年）

### ラジオ
- ラジオNIKKEI第1「ラジオiNEWS」（2019年3月12日）
- ラジオNIKKEI第1「ラジオiNEWS」（2019年12月17日）
- レ・ロマネスクTOBIのめんそ～レレレ！（2020年9月22日）

## その他

### 配信楽曲
- 「君がちょっと好き」ソンデ名義（2020年9月5日、作詞作曲レ・ロマネスクTOBI）[17]

### MV
- 「OkamoTo」 SonD（そんで）名義（2021年12月24日公開、プロデュース・監督・編集・作詞・振付・ボーカル︰SonD（そんで）作曲︰山口賢人）

### 書籍
- 電子版写真集「BoyAge-ボヤージュ- Extra 金井成大」（2021年2月24日、株式会社KADOKAWA・カドカワエンタメムック）